# Cicinnurus regius
El ave del paraíso real (Cicinnurus regius) es una especie de ave paseriforme de la familia Paradisaeidae. Se distribuye en los bosques de las tierras bajas de Nueva Guinea y las islas cercanas. Su dieta se compone principalmente de frutas y artrópodos. El macho lleva a cabo una extraordinaria exhibición de cortejo para atraer a las hembras.
Es una especie muy extendida y una común en toda su área de distribución, está clasificado como de preocupación menor en la Lista Roja de Especies Amenazadas de la UICN. También está listado en el Apéndice II de la CITES.

## Subespecies
Se reconocen dos subespecies:
- C. r. coccineifrons Rothschild, 1896
- C. r. regius (Linnaeus, 1758)